# Курт Ліндер
Курт Ліндер (нім. Kurt Linder, 8 жовтня 1933 — 12 грудня 2022) — західнонімецький футболіст, що грав на позиції нападника. По завершенні ігрової кар'єри — тренер.

## Ігрова кар'єра
У дорослому футболі дебютував 1955 року виступами за команду «Карлсруе СК», в якій провів один сезон, взявши участь у 9 матчах Оберліги Південь і забивши 2 голи.
1956 року Ліндер перебрався до Швейцарії, де спочатку грав за «Янг Бойз», з яким став чемпіоном країни 1957 року, після чого став грати за «Уранію» (Женева), провівши там 2 сезони.
У сезоні 1959/60 грав за «Рапід» (Відень), де забив п'ять м'ячів у дев'яти іграх чемпіонату і став чемпіоном Австрії.
1960 року повернувся в західнонімецький чемпіонат і відіграв два роки в клубі «Рот-Вайс» (Ессен), після чого перейшов у французький «Ліон». Відіграв за команду з Ліона наступний сезон своєї ігрової кар'єри, ставши з нею фіналістом Кубка Франції.
Завершив ігрову кар'єру у команді «Лозанна», де був граючим тренером протягом 1965—1966 років.

## Кар'єра тренера
Розпочав тренерську кар'єру 1966 року, очоливши тренерський штаб нідерландського клубу «Ксерксес», посівши з ним 10, а потім і 8 місце в чемпіонаті Нідерландів, але 1968 року клуб збанкротував і Ліндер став головним тренером іншої місцевої команди ПСВ з Ейндговена, де працював чотири роки. Під його керівництвом команда двічі грала в фіналі Кубка країни (1969 і 1970), програвши там «Феєнорду» та «Аяксу» відповідно, доходила до півфіналу Кубка Кубків 1970/71, де програла «Реалу», а також зіграла у історичному першому розіграші Кубка УЄФА 1971/72, де взяла реванш у «Реала», пройшовши його у другому раунді (1:3, 2:0).

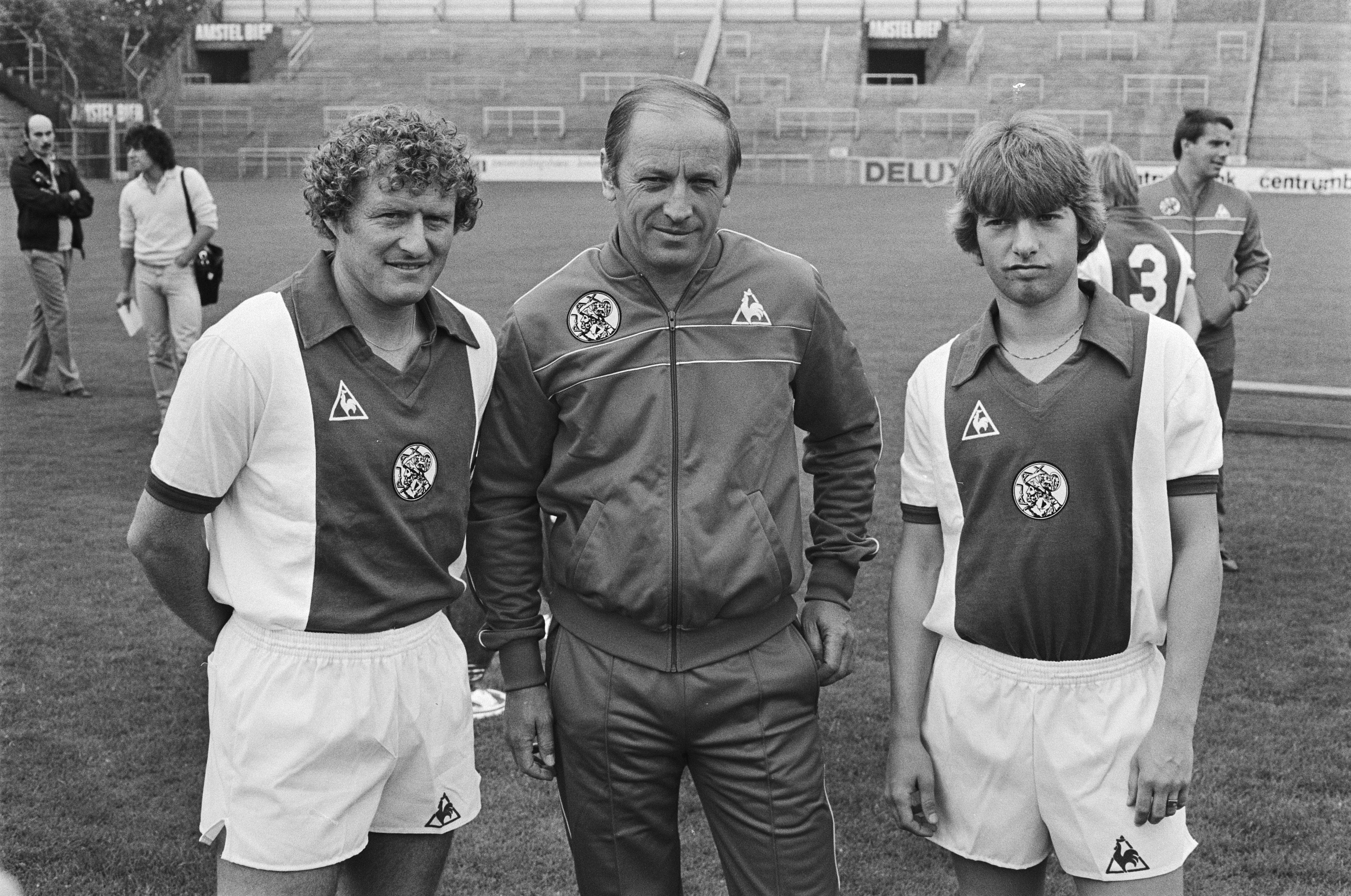
Курт Ліндер як тренер «Аякса» разом із гравцями клубу Вімом Янсеном та Єспером Олсеном. 1981 рік.

Згодом протягом сезону 1972/73 років очолював тренерський штаб французького «Марселя». Втім команда виступала вкрай невдало, спочатку розгромно програвши матч за суперкубок Франції «Бастії» з рахунком 2:5, а потім і у Кубу європейських чемпіонів 1972/73 вилетіла вже у першому раунді від «Ювентусу» (1:0, 0:3). У чемпіонаті клуб також не показував високих результатів, тому вже у лютому 1973 року німця було звільнено.
Влітку 1973 року Ліндер прийняв пропозицію попрацювати у швейцарському «Янг Бойзі», де вже раніше виступав і як гравець. З командою у 1976 році став володарем Кубка швейцарської ліги, а вже наступного року виграв і національний кубок. Залишив бернську команду у вересні 1977 року.
30 червня 1981 року Ліндер став головним тренером амстердамського «Аякса», а вже в грудні до команди повернулась легенда клубу Йоган Кройф, завдяки чому команда Ліндера стала чемпіоном країни у сезоні 1981/82 з рекордною різницею м'ячів 117–42 (+75) у 34 матчах, але по завершенні сезону покинув клуб.
У липні 1983 року був запрошений повернутись до «Янг Бойза», але вже у жовтні покинув клуб через слабкі результати.
Влітку 1988 року Ліндер вдруге став тренером «Аякса», але повернення стало набагато менш успішним, ніж перший сезон Ліндера на посаді тренера клубу. В результаті 20 вересня 1988 року німець подав у відставку після невдалого старту у чемпіонаті, коли команда опустилась на 13-е місце.

## Титули і досягнення

### Як гравця
- Чемпіон Швейцарії: 1956/57
- Чемпіон Австрії: 1959/60

### Як тренера
- Володар Кубка Швейцарії: 1976/77
- Володар Кубка швейцарської ліги: 1975/76
- Чемпіон Нідерландів: 1981/82